# 오남중학교 (경기)
오남중학교(梧南中學校)는 대한민국 경기도 남양주시 오남읍 양지리에 있는 공립 중학교이다.

## 학교 연혁
- 1997년 1월 4일 : 오남중학교 설립인가
- 1997년 3월 1일 : 초대 류도희 교장 취임
- 1997년 3월 4일 : 개교 및 신입생 입학(4학급 194명)
- 1998년 2월 18일 : 신축교사로 이전
- 2000년 2월 12일 : 제1회 졸업식(4학급 207명)
- 2001년 8월 31일 : 학교 급식소 준공
- 2002년 3월 28일 : 본관 5층 준공
- 2005년 3월 2일 : 최대 학급 배정(42학급)
- 2009년 5월 30일 : 체육관 준공
- 2010년 3월 1일 : 경기도교육청지정 교과교실제학교 운영
- 2022년 3월 1일 : 제11대 고수철 교장 부임
- 2023년 12월 1일 : 제25회 졸업식(152명) (총 7,247명)
- 2024년 3월 4일 : 제28회 신입생 입학(117명)

## 참고 자료
- 오남중학교 - 한국교육학술정보원 학교알리미